# 라브라도르 작전
라브라도르 작전(크로아티아어: Operacije "Labrador")는 크로아티아 독립 전쟁 초기 유고슬라비아 공군 방첩국(KOS)이 크로아티아의 수도 자그레브에서 일으킨 위장술책 작전이다. 이 작전은 유고슬라비아가 크로아티아를 마치 파시스트 국가라는 이미지를 씌우기 위한 일련의 테러 공작으로 이루어졌다. 1991년 8월 19일 두 건의 폭탄테러가 일어났다. 하나는 자그레브의 유대인 회당에서, 다른 하나는 미로고이 공동묘지에 있는 유대인 묘지 근처에서 일어났으며 두 테러 모두 사상자는 없었다. 그 외에도 크로아티아의 대통령을 연루시키고 크로아티아의 철도를 겨냥한 테러를 계획했다. 라브라도르 작전은 유고슬라비아 인민군 방첩국이 언론에 허위사실을 퍼뜨리는 선전작전인 오페라 작전(크로아티아어: Operacije "OPERA")와 함께 진행되었다.
하지만 1991년 9월 자그레브에 있는 유고슬라비아 공군 지역 본부가 크로아티아에게 점령되자 라브라도르 작전과 관련된 문서, 작전의 정체가 전부 공개되면서 작전이 완전히 중단되었다. 크로아티아 정부가 압수한 문서를 분석하는데 한달 가까이 걸려 폭탄 테러와 관련된 주요 요원들은 전부 도주하였다. 테러와 관련된 인물 15명이 체포되었으나 이들은 포로 교환 당시 석방되었다. 라브라도르 작전과 관련된 유고 방첩국 5명이 신 유고슬라비아 연방에서 테러 혐의로 체포되었고 재판에서 무죄로 석방되었다. 크로아티아 정부는 작전에 가담하였던 유고 방첩국 요원 2명을 체포하여 다른 7명의 요원과 함께 궐석재판을 열었다. 구금된 요원은 무죄 판결을 받았으나 궐석재판으로 부재중인 요원들은 유죄 판결을 받았다.
라브라도르 작전은 2002년 구유고슬라비아 국제형사법원(ICTY)의 슬로보단 밀로셰비치 재판 도중 전 유고 방첩국 요원인 무스타파 찬디치의 증언으로 다시 확인되었다.

## 배경
1990년 8월 크로아티아 사회주의 공화국에서는 크닌 인근의 달마티아 고원과 그 외 리카, 코르둔, 바노비나, 슬라보니아 등 세르브인 다수 거주 지역을 중심으로 반란이 일어났다. 이후 독립을 선포한 지역은 SAO 크라이나로 불렀으며 세르브계 지역 지도자들이 세르브계 다수 거주 지역을 세르비아와 통일할 것이라 선포하자 크로아티아 정부는 SAO 크라이나를 반란 운동으로 선포하였다. 1991년 3월 들어서는 세르브인과 크로아트인 사이 분쟁이 크로아티아 독립 전쟁으로 확대되었다. 1991년 6월에는 크로아티아가 독립을 선언하면서 유고슬라비아가 해체되기 시작하였다. 브리유니 협정으로 3개월간의 독립 유보 이후 1991년 10월 8일 정식으로 독립이 효력을 발휘하였다. SAO 크라이나는 1991년 12월 19일 세르비아 크라이나 공화국(RSK)으로 개칭하고 크로아티아의 독립에 대해 크로아트인의 인종청소로 보복하였다.
유고슬라비아 인민군(JNA)이 SAO 크라이나를 지원하고 크로아티아 경찰이 이에 대처할 수 없게 되자 1991년 5월 크로아티아 국가방위군(ZNG)가 결성되었다. 하지만 크로아티아의 군사 분쟁이 급도로 커져가는 가운데 9월 유엔이 무기 금수 조치를 내리면서 크로아티아군의 확대가 막혔다. 1991년 내내 유고 인민군은 크로아티아의 수도 자그레브에 상당한 수의 군사를 주둔하고 있었다.

## 폭탄 테러

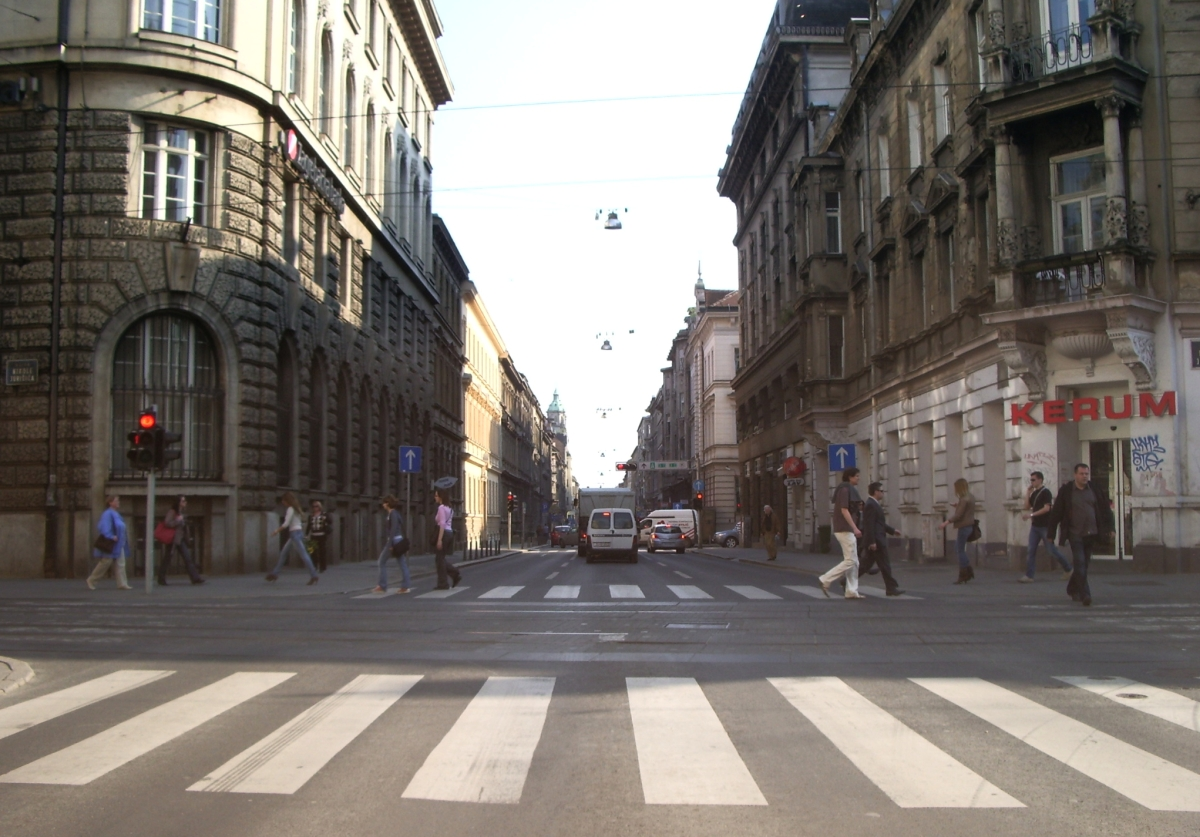
자그레브의 팔모티체바 거리.

1991년 8월, 유고슬라비아 공군 방첩국은 신 크로아티아 정부의 정통성을 떨어뜨리기 위해 일련의 기밀 작전인 라브라도르 작전을 실행하였다. 라브라도르 작전은 오페라 작전과 연계하여 여러 테러 활동을 벌인 후 언론에 가짜정보를 퍼뜨리기로 계획하였다. 두 작전은 모두 크로아티아를 파시스트 국가처럼 보이기 위해 꾸민 것이었다. 오페라 작전 외에도 오페라 오리옌탈리스 작전(Opera-Orijentalis)로 부르기도 했다.
라브라도르 작전은 베오그라드 제문에 본부를 둔 유고슬라비아 공군 방첩국의 국장인 중장 슬로보단 라코체비치가 지휘하였다. 자그레브에서는 라브라도르의 작전 통제권을 중령 이반 사볼로비치와 소령 체도 크네제비치에게 위임하였다. 중령 라덴코 라도이치치는 자그레브와 인근 지역에서 많은 양의 폭발물을 보관하고 폭발 장치를 지정된 장소에 설치하는 임무를 맡았다. 폭발물과 무기는 여러 장소에 분산하여 보관하였다.
8월 19일, 자그레브 팔모티체바 거리에 있는 유대인 회당과 미로고이 공동묘지의 유대인 묘지들이 라브라도르 작전으로 폭발 테러를 당했다. 폭탄 테러로 재산 피해가 일어났으나 인명 피해는 없었다. 테러 당시 테러범이 누구인지에 관해 공개적으로 지목된 세력은 없었다. 자그레브에서 일어난 두 건의 테러와는 별개로 라브라도르 작전에 소속된 요원은 자그레브-베오그라드 철도의 빈코브치 마을 구간과 글리나-보이니치 사이 철도 노반 테러도 계획했던 것으로 추정된다. 철도 테러는 오페라 작전에서도 계획되었다.

## 여파
자그레브 폭탄테러 직후 크로아티아 정보국장으로 막 부임했던 요시프 마놀리치는 테러가 크로아티아 우익 극단주의자들의 소행이라고 주장하였다. 라브라도르 작전은 1991년 9월 15일 막사 전투로 크로아티아 경찰과 국가방위군이 자그레브의 유고슬라비아 공군 본부를 점령하면서 중단되었다. 본부 시설 내에서 라브라도르 작전과 관련된 코드, 하드 디스크, 사볼로비치의 노트 등을 노획하였다. 사볼로비치는 작전 관련 자료를 자신의 직속상관인 미르코 마르티치에게 넘겼으나 마르티치는 관련 자료를 전부 파기하는 데 실패했다. 이에 사볼로비치는 자그레브에서 피난을 나갔다. 크로아티아 경찰은 노획한 자료를 제대로 분석하고 라브라도르 작전의 정체를 밝히는 데 거의 한달이 걸렸다. 사볼로비치는 나중에 라브라도르 작전 네트워크의 일부분만 해체된 것이라고 주장하였으나 방첩국의 베오그라드 본부에 있는 방첩국 소령 무스타파 찬디치에게 반박당했다.
1991년 가을, 크로아티아 정보국은 크로아티아 내 남아 있는 유고 방첩국 요원 네트워크를 해체하는 것을 목표로 한 야니차르 작전(크로아티아어: Operacija Janjičar)을 시작하였다. 이 작전은 크로아티아 정보국 전체의 합동 작전이었다. 당시 각각 내무장관과 국방장관이었던 이반 베키치와 고이코 슈샤크가 작전을 인가하였고 처음에는 요시프 페르코비치가 작전을 맡았다. 1991년 말까지 야니차르 작전으로 15명이 체포되었으며 그후 이들은 크로아티아로 비행기를 통해 무기를 밀반입해 들여오다 유고 인민군에게 붙잡힌 안톤 키카시와 포로 교환 형식을 통해 풀러났다. 이 작전으로 크로아티아 내에서 활동하던 본명/가명의 유고 방첩국 요원 1,789명의 요원 목록도 만들었다.
라코체비치, 사볼로비치, 라도이치치 및 기타 유고 방첩국 전 요원 2명은 1993년 베오그라드에서 재판을 받았다. 5명은 테러선동 등의 혐의로 기소되었으나 전원 무죄 판결을 받았다. 라도이치치는 1993년 말 자그레브에서 다시 체포되었다. 자그레브에서 열린 라도이치치 및 라브라도르 작전/오페라 작전과 관련된 용의자 8명에 대한 재판은 구금중이던 라도이치치 및 라토미르 마지브라다가 무죄 판결로 풀려났으며 궐석재판으로 부재중이던 나머지 피고인들은 유죄 판결을 받았다.
2002년 구유고슬라비아 국제형사법원에서 열린 슬로보단 밀로셰비치 재판에서 찬디치가 모든 라브라도르 작전 관련 요원이 자그레브에서 나오면서 나머지 서류들도 들고 갔다고 증언하였다. 또한 1991년 유고 방첩국은 크로아티아 정보국 및 크로아티아의 집권당이었던 크로아티아 민주연합(HDZ) 내 광범위한 정보망을 가지고 있었다고 증언하였다. 또한 찬디치는 빈코브치 인근에서 사주한 폭탄 테러는 크로아티아의 대통령이었던 프라뇨 투지만도 연루시키러 했다고 증언하였다.
폭탄 테러 피해를 입은 유대인 회당은 1992년 2월에서 9월 사이 정부 기금을 이용하여 완전 수리하였다.

## 참고 문헌
서적 및 저널 논문
- Armatta, Judith (2010). 《Twilight of Impunity: The War Crimes Trial of Slobodan Milosevic》. Durham, North Carolina: Duke University Press. ISBN 978-0-8223-4746-0.
- Bilić, Ivan (March 2005). “Kronologija raspada SFRJ i stvaranje Republike Hrvatske do 15. siječnja 1992.” [Chronology of Breakup of the SFR Yugoslavia and Creation of the Republic of Croatia until 15 January 1992]. 《National security and the future》 (크로아티아어) (Zagreb, Croatia: St. George Association) 6 (1–2): 73–184. ISSN 1332-4454.
- Central Intelligence Agency, Office of Russian and European Analysis (2002). 《Balkan battlegrounds: a military history of the Yugoslav conflict, 1990–1995, Volume 2》. Washington, D.C.: Central Intelligence Agency. ISBN 978-0-16-066472-4.
- 《Eastern Europe and the Commonwealth of Independent States》. London, England: Routledge. 1999. ISBN 978-1-85743-058-5.
- Cvitanic, Marilyn (2011). 《Culture and Customs of Croatia》. Santa Barbara, California: ABC-CLIO. ISBN 978-0-313-35117-4.
- Gow, James (2003). 《The Serbian Project and Its Adversaries: A Strategy of War Crimes》. London, England: C. Hurst & Co. ISBN 978-1-85065-646-3.
- Klemenčič, Matjaž; Žagar, Mitja (2004). 《The Former Yugoslavia's Diverse Peoples: A Reference Sourcebook》. Santa Barbara, California: ABC-CLIO. ISBN 978-1-57607-294-3.
- Thomas, Nigel; Mikulan, Krunislav (2006). 《The Yugoslav Wars (1): Slovenia & Croatia 1991–95》. Oxford, England: Osprey Publishing. ISBN 978-1-84176-963-9. 2014년 12월 18일에 원본 문서에서 보존된 문서.

뉴스 보도
- Bellamy, Christopher (1992년 10월 10일). “Croatia built 'web of contacts' to evade weapons embargo”. 《The Independent》. 2012년 11월 10일에 원본 문서에서 보존된 문서.
- Engelberg, Stephen (1991년 3월 3일). “Belgrade Sends Troops to Croatia Town”. 《The New York Times》. 2013년 10월 2일에 원본 문서에서 보존된 문서.
- Jelinić, Berislav; Šoštarić, Eduard; Mihovilović, Maroje (2006년 2월 27일). “1789 agenata KOS-a u RH” [1789 KOS Agents in Croatia]. 《Nacional (weekly)》 (크로아티아어). 2013년 10월 15일에 원본 문서에서 보존된 문서.
- “KOS je imao svoje doušnike u redovima HDZ-ovih dužnosnika” [KOS had Informants in HDZ Ranks]. 《Slobodna Dalmacija》 (크로아티아어). 2002년 11월 12일. 2013년 10월 29일에 원본 문서에서 보존된 문서.
- “Mustafa Čandić potvrdio višegodišnje pisanje Oslobođenja: Radončić je (bio) špijun Beograda” [Mustafa Čandić Confirms Years of Oslobođenje's Writing: Radončić is (was) Belgrade's Spy]. 《Oslobođenje》 (보스니아어). 2010년 10월 1일. 2013년 10월 29일에 원본 문서에서 보존된 문서.
- “Roads Sealed as Yugoslav Unrest Mounts”. 《The New York Times》. Reuters. 1990년 8월 19일. 2013년 9월 21일에 원본 문서에서 보존된 문서.
- Sudetic, Chuck (1991년 4월 2일). “Rebel Serbs Complicate Rift on Yugoslav Unity”. 《The New York Times》. 2013년 10월 2일에 원본 문서에서 보존된 문서.
- Sudetic, Chuck (1991년 6월 26일). “2 Yugoslav States Vote Independence To Press Demands”. 《The New York Times》. 2012년 7월 29일에 원본 문서에서 보존된 문서.
- Sudetic, Chuck (1991년 6월 29일). “Conflict in Yugoslavia; 2 Yugoslav States Agree to Suspend Secession Process”. 《The New York Times》. 2013년 11월 2일에 원본 문서에서 보존된 문서.
- Sudetic, Chuck (1991년 8월 20일). “Truce in Croatia on Edge of Collapse”. 《The New York Times》. 2013년 6월 14일에 원본 문서에서 보존된 문서.
- Tsur, Batsheva (1993년 2월 3일). “Anatomy of a Balkan Frame-up”. 《The Jerusalem Post》. 2013년 10월 29일에 원본 문서에서 보존된 문서.
- “Zašto je afera Labrador ostala u sjeni?” [Why Was Labrador Affair Sidetracked?] (크로아티아어). Croatian Radiotelevision. 2002년 11월 13일. 2008년 10월 17일에 원본 문서에서 보존된 문서. 2013년 12월 12일에 확인함.

기타 자료
- McAlea, Dominic; Kaiser, Colin; Lund, Terje; Hoel, Oyvind (1994년 12월 28일). “Final report of the United Nations Commission of Experts established pursuant to security council resolution 780 (1992), S/1994/674/Add.2 (Vol. V)”. United Nations Security Council. 2013년 10월 29일에 원본 문서에서 보존된 문서. 2013년 3월 8일에 확인함.
- “Odluka” [Decision]. 《Narodne novine》 (크로아티아어) (Narodne novine) (53). 1991년 10월 8일. ISSN 1333-9273.
- Radojčić, Radenko (December 2009). “Izjava” [Statement]. 《National security and the future》 (크로아티아어) (Zagreb, Croatia: St. George Association) 10 (3–4): 49–222. ISSN 1332-4454.
- “The Prosecutor vs. Milan Martic – Judgement” (PDF). International Criminal Tribunal for the former Yugoslavia. 2007년 6월 12일.
- “Transcripts of the Trial of Slobodan Milošević”. International Criminal Tribunal for the former Yugoslavia. 2002년 11월 11일. 12732–12848쪽.
- “Židovi i Zagreb – Sinagoga i Zagreb, 1806.-2012.” [Jews and Zagreb – Synagogue and Zagreb, 1806–2012] (PDF). Jewish Community of Zagreb. 2012. 2016년 3월 5일에 원본 문서 (PDF)에서 보존된 문서. 2020년 7월 25일에 확인함.